# 賽巴斯蒂安·雷里奧
賽巴斯蒂安·雷里奧（西班牙語：Sebastián Lelio，1974年3月8日—）是一名智利男導演、編劇與監製。曾以《不思議女人》榮獲第90屆奧斯卡金像獎「最佳外語片獎」。

## 生平
賽巴斯蒂安·雷里奧出身於阿根廷门多萨，兩歲時與母親移居至智利比尼亚德尔马。

## 電影作品
- 《去她的第二春》（2012年）
- 《不思議女人》（2017年）
- 《離經叛愛（英语：Disobedience (2017 film)）》 （2017年）

## 外部連結
- 賽巴斯蒂安·雷里奧在互联网电影资料库（IMDb）上的資料（英文）
- 賽巴斯蒂安·雷里奧在豆瓣上的资料（简体中文）
- 賽巴斯蒂安·雷里奧的X（前Twitter）